# Wahlen zum Repräsentantenhaus der Vereinigten Staaten 1798
Bei den Wahlen zum Repräsentantenhaus der Vereinigten Staaten 1798 wurden in den Vereinigten Staaten ab dem 24. April 1798 an verschiedenen Wahltagen die Abgeordneten des Repräsentantenhauses gewählt. Die Wahlen waren Teil der allgemeinen Wahlen zum 6. Kongress der Vereinigten Staaten in jenem Jahr, in dem auch ein Drittel der US-Senatoren gewählt wurde. Da der Wahltermin etwa in der Mitte der vierjährigen Amtszeit von Präsident John Adams lag (Midterm Election), galten die Wahlen zum Teil auch als Votum über die bisherige Politik des Präsidenten.
Zum Zeitpunkt der Wahlen bestanden die Vereinigten Staaten aus 16 Bundesstaaten. Die Zahl der zu wählenden Abgeordneten betrug 106. Die Sitzverteilung im Repräsentantenhaus basierte auf der Volkszählung von 1790.
Frauen und Sklaven waren weder wahlberechtigt noch wählbar. In vielen Bundesstaaten waren auch freie Afroamerikaner von der Wahl ausgeschlossen. Das Wahlrecht für freie Männer war außerdem an einen gewissen Grundbesitz oder an ein bestimmtes Steueraufkommen gebunden.
Bei der Wahl bauten die Föderalisten ihre bereits bestehende Mehrheit um drei weitere Mandate auf nunmehr 60 Sitze aus.

## Wahlergebnis
- Demokratisch-Republikanische Partei: 46 (49) Sitze
- Föderalistische Partei: 60 (57) Sitze

Gesamt: 106
In Klammern sind die Ergebnisse der letzten regulären Wahlen von 1796. Veränderungen im Verlauf der Legislaturperiode, die nicht die Wahlen an sich betreffen, sind bei diesen Zahlen nicht berücksichtigt, werden aber im Artikel über den 6. Kongress im Abschnitt über die Mitglieder des Repräsentantenhauses bei den entsprechenden Namen der Abgeordneten vermerkt. Das Gleiche gilt für Wahlen in Staaten, die erst nach dem Beginn der Legislaturperiode der Union beitraten. Daher kommt es in den Quellen gelegentlich zu unterschiedlichen Angaben, da manchmal Veränderungen während der Legislaturperiode in die Zahlen eingearbeitet wurden und manchmal nicht.